# Forenville Military Cemetery
Forenville Military Cemetery is een Britse militaire begraafplaats met gesneuvelden uit de Eerste en Tweede Wereldoorlog, gelegen in Forenville, een gehucht van de Franse gemeente Séranvillers-Forenville in het Noorderdepartement. 
De begraafplaats werd ontworpen door Wilfred Von Berg en ligt aan de Rue du Chemin Vert op 1,2 km ten noorden van het dorpscentrum (Eglise Saint-Martin). Ze heeft een trapeziumvormig grondplan met afgeronde hoeken en wordt omsloten door een natuurstenen muur. Het terrein heeft een oppervlakte van 346 m². De toegang bestaat uit een metalen hekje in een halfrond naar binnen gebogen gedeelte van de oostelijke muur. Het Cross of Sacrifice staat direct na de toegang. De begraafplaats wordt onderhouden door de Commonwealth War Graves Commission.
Er liggen 101 gesneuvelden uit de Eerste Wereldoorlog, waaronder 3 niet geïdentificeerde en 6 gesneuvelden uit de Tweede Wereldoorlog.

## Geschiedenis
Het dorp werd op 8 oktober 1918 door het Britse leger veroverd waarna twee begraafplaatsen werden aangelegd: La Targette British Cemetery en Forenville Military Cemetery (in eerste instantie Forenville Communal Cemetery Extension genoemd). La Targette British Cemetery werd tussen 15 en 24 oktober door de 3rd Division vlak bij een Duitse begraafplaats aangelegd. Ze bevatte 49 graven, de meeste van 8 oktober 1918, die na de wapenstilstand naar Forenville Military Cemetery werden overgebracht. Tussen 10 en 20 oktober 1918 werd Forenville Military Cemetery aangelegd door de Guards en 2nd Divisions en bevatte oorspronkelijk 52 graven (waarvan 19 behoorden tot de 1st Royal Berks). 
Onder de geïdentificeerde doden zijn er 98 Britten, 4 Canadezen en 2 Nieuw-Zeelanders.
De 6 gesneuvelden uit de Tweede Wereldoorlog waren bemanningsleden van een Avro Lancaster bommenwerper die op 13 juni 1944 werd neergeschoten. Het zevende bemanningslid werd krijgsgevangen genomen.

### Onderscheiden militairen
- Dugald Smith, kapitein bij het London Regiment (Royal Fusiliers); Charles Cuthbert Hedges, luitenant bij het Royal Berkshire Regiment en Cyril Lloyd Moubray, onderluitenant bij de Royal Engineers werden onderscheiden met het Military Cross (MC).
- de sergeanten A. Illsley en J.E. Marjoram (beide van het Royal Berkshire Regiment); korporaal W.J. Dawson en soldaat L.R.B. Booth (beide van de The King’s (Liverpool Regiment)) en korporaal A. Shaw (Northumberland Fusiliers) werden onderscheiden met de Military Medal (MM).